# Pietro Caucchioli
Pietro Caucchioli (Bovolone, provincia de Verona, 28 de agosto de 1975) es un ciclista italiano que fue profesional desde 1999 hasta 2009.
Sus mejores resultados, y sus victorias más importantes, los ha logrado en el Giro de Italia, donde llegó a subir al podio en 2002 en la 3.ª plaza, por detrás de Savoldelli y Hamilton. También fue 8.º en 2005 y 9.º en 2001. En el Tour de Francia, su mejor resultado fue la 11.ª posición conseguida en la edición de 2004.
El 17 de junio de 2009, la UCI anunció que el corredor había presentado unos valores anómalos en su pasaporte biológico, por lo que se le abría un procedimiento disciplinario por una "potencial violación de las reglas antidopaje". El equipo Lampre anunció que por ese motivo suspendía a Caucchioli y matizó que los valores anómalos eran del corredor databan del Tour de Polonia 2008, cuando todavía no militaba en el conjunto italiano.
El 3 de junio de 2010, el CONI, atendiendo a la solicitud realizada por la UCI, le impuso una sanción de dos años por dopaje.

## Palmarés
1998
- Giro del Belvedere

1999
- 1 etapa del Giro de la Provincia de Lucca

2001
- 2 etapas del Giro de Italia

2002
- 1 etapa de la Vuelta a Aragón
- 3.º en el Giro de Italia

2003
- 1 etapa del Giro de la Provincia de Lucca

2006
- 1 etapa del Tour del Mediterráneo

## Resultados en Grandes Vueltas
| Carrera | Carrera         | 1999 | 2000 | 2001 | 2002 | 2003 | 2004 | 2005 | 2006 | 2007 | 2008 | 2009 |
| ------- | --------------- | ---- | ---- | ---- | ---- | ---- | ---- | ---- | ---- | ---- | ---- | ---- |
|         | Giro de Italia  | 46.º | 85.º | 9.º  | 3.º  | 25.º | —    | 8.º  | —    | 27.º | —    | —    |
|         | Tour de Francia | —    | —    | —    | —    | Ab.  | 11.º | 36.º | 15.º | —    | —    | —    |
|         | Vuelta a España | —    | —    | —    | 23.º | —    | Ab.  | —    | 37.º | Ab.  | —    | —    |

—: no participa
Ab.: abandono